# Endavant - Organizatció Socialista d'Alliberament Nacional
Endavant - Organització Socialista d'Alliberament Nacional (Adelante - Organización Socialista de Liberación Nacional en castellano), también conocida como Endavant (OSAN) o solo Endavant, es una organización política española de izquierdas, creada en julio del año 2000 que se enmarca dentro de la izquierda independentista catalana.

## Ideología
En su presentación pública declaró «partir del bagaje político y capital humano de la Plataforma per la Unitat d'Acció (PUA) desde una perspectiva marxista y revolucionaria y tener como objetivos la construcción de un espacio político independentista y socialista junto a los diversos colectivos y organizaciones de los denominados Países Catalanes». La organización recuperó las siglas OSAN (Organitzacio Socialista d'Alliberament Nacional) que sirvió de siglas en la década de 1970 para un partido independentista del Rosellón. Es uno de los grupos, junto a Poble Lliure, clave en la formación de la CUP.
En el primer semestre de 2003 realizaron una campaña para denunciar lo qoe consideraban «la ofensiva española» contra Cataluña, afirmando que se realizaban ataques al pueblo catalán.
Además de reclamar la independencia de los llamados Países Catalanes ha priorizado el trabajo con movimientos sociales y en luchas de la izquierda como contra la precariedad laboral. Participó en la campaña contra la Constitución Europea (2005), criticándola en los aspectos sociales por su carácter neoliberal, y el no reconocimiento de, entre otras, la nacionalidad catalana. Ha formado parte también de coordinadoras como la Xarxa contra els Tancaments d'Empreses i la Precarietat, que agrupa a sindicatos y colectivos de izquierda, así como en diversas iniciativas de apoyo a los trabajadores, contra la crisis, o a favor de las movilizaciones estudiantiles en defensa de la educación pública.
Las principales movilizaciones, al igual que el resto de la izquierda independentista, las ha convocado en días como el Once de Septiembre, el 9 de octubre, el 23 de abril o el 25 de abril y el Primero de Mayo.  
En el referéndum de la Constitución Europea de 2005 pidió el "No" al considerar que ésta no reconocía los derechos nacionales de los Países Catalanes y reforzaba el proceso de construcción europea desde posiciones económicas de carácter neoliberal. En 2006 se opuso a las reformas de los estatutos de autonomía de Cataluña, la Comunidad Valenciana y las Islas Baleares al entender que no contemplaban el derecho democrático a la autodeterminación y suponían, a su juicio, continuar con el modelo del Estado de las Autonomías surgido del proceso de reforma franquista. En este contexto pidió el voto negativo en el referéndum de Cataluña, junto al resto de fuerzas independentistas.
Edita la revista Tanyada.
Son miembros de Endavant (OSAN) políticos como Anna Gabriel, diputada al Parlamento de Cataluña por la CUP entre 2015 y 2017, y la también exdiputada de 2013 a 2015 Isabel Vallet. El economista y diputado del Parlamento de Cataluña por la CUP desde octubre de 2015 Josep Manel Busqueta también es considerado por algunos medios de comunicación como próximo a la formación.

## Estructura organizativa
La base organizativa de Endavant-OSAN descansa en las asambleas locales o comarcales repartidas por Cataluña, la Comunidad Valenciana y Baleares.
En la Comunidad Valenciana cuenta con las siguientes asambleas: Alicante, La Marina, Condado de Cocentaina, Safor, La Costera, La Ribera, La Plana y en la comarca de la Huerta las asambleas locales de Huerta Norte, Benimaclet y Ciutat Vella y la comarcal de Huerta.[cita requerida]
En Baleares está presente en la isla de Mallorca.[cita requerida]
Dentro de la comunidad autónoma de Cataluña, en la comarca del Barcelonés están, además de la asamblea comarcal, las asambleas locales de Sants, Ensanche, Gracia, Horta, Pueblo Nuevo-El Clot y Pueblo Seco-San Andrés de Palomar.
En el resto del territorio de Cataluña las asambleas de la organización son: Tarragona, Reus, Igualada, Panadés, Garraf, Bajo Llobregat, Noya, Bages, Vallés Occidental, Vallés Oriental, Caldas de Montbui, Cardedeu, El Maresme, Arbucias, Osona, Gerona y Alto Urgel.